# Vliegveld B.84 De Rips
Vliegveld De Rips, geallieerde codenaam B.84 Rips, is een voormalig vliegveld uit de Tweede Wereldoorlog nabij de Nederlandse dorp de Rips. Het is in gebruik geweest van 1 juni 1944 tot 15 oktober 1944.

## Aanleg als schaduwvliegveld
De Duitse Luftwaffe legde tijdens de Tweede Wereldoorlog zogenaamde schaduwvliegvelden aan. Dit deed zij om haar vliegtuigen te beschermen tegen geallieerde aanvallen.  Ongeveer 200 tewerkgestelde Nederlandse arbeiders legden een van die velden in juni 1944 aan bij het dorp De Rips, nabij Gemert. Zij maakten weilanden egaal en dempten sloten. Dit leidde tot een ontregeling van de waterhuishouding. Toch legden de Duitsers geen drainagesysteem aan. Het veld was in augustus 1944 klaar, maar de Luftwaffe maakte er bijna geen gebruik van. Soortgelijke velden bevonden zich bij Kessel, Boxmeer en Keent.

## Uitbreiding
Na de bevrijding van De Rips stationeerde de RAF zich op 25 september 1944 op het terrein. De 13 Airfield Construction Group (13 ACG) legde een  Advanced Landing Ground aan, een landingsbaan aan voor gebruik onder goede weersomstandigheden en met beperkte faciliteiten.  Daarna verlengden en verbreden de Royal Engineers de baan tot 1400 m x 75 m. Deze was geschikt voor jachtvliegtuigen. Het werk vond plaats onder zeer slechte weersomstandigheden. Hierdoor liep het laaggelegen terrein deels onder water. De strip kreeg het nummer B.84.
Begin oktober 1944 arriveerde de Canadese 126 Wing, uitgerust met Spitfires. Het rijdend materieel, brandstof en onderdelen werden verborgen in de bosrand. Tenten deden dienst als onderkomen voor het personeel en als onderhoudswerkplaats.
De jachtvliegtuigen patrouilleerden boven Arnhem en Nijmegen. Ze vielen ook gronddoelen aan en namen deel aan luchtgevechten. Vanaf De Rips werden in slechts vier dagen 568 operationele vluchten uitgevoerd. Na een week was de baan al te modderig geworden. Zware regenval in maakte vliegactiviteiten vanaf B.84 niet langer verantwoord, waarna de toestellen naar Volkel werden overgebracht. 
Na het vertrek van 126 Wing deed De Rips alleen nog dienst als noodlandingsterrein. 
Na de oorlog kregen de oorspronkelijke eigenaars de grond terug. Zij gaven het opnieuw een agrarische bestemming. Van het oorspronkelijke vliegveldje was al snel niets meer terug te vinden.